# Loasaceae
Loasaceae é uma família de angiospermas (traqueófitas com flores), que se encontra dentro da ordem Cornales e possui 21 gêneros que contam com 322 espécies viventes. Sendo que desses 21 gêneros, 5 são encontrados no Brasil, com 16 espécies viventes.
São ervas anuais ou perenes, eretas, prostadas ou volúveis e raramente são arbustos ou pequenas árvores. E encontram-se distribuídas principalmente em regiões tropicais e temperadas da América, sendo que no Brasil são encontradas em 19 estados, estando mais presentes na região sudeste (9 espécies).

## Diversidade Taxonômica
Atualmente, sabe-se que este grupo se divide em duas subfamílias bem características, Loasoideae e Mentzelioideae, a primeira pode ser encontrada no Brasil e seus membros possuem como características flores com pétalas profundamente cuculadas, ou seja em forma de “capacete”, e estaminódios, já a segunda é restrita da América Central e apresenta flores com pétalas levemente aplanadas e membranáceas.
Dentro dessas subfamílias encontram-se um total de 21 gêneros com 322 espécies viventes, sendo estes:
- Gênero Aosa → 8  espécies viventes;
- Gênero Blumenbachia → 10 espécies viventes;
- Gênero Caiophora → 38 espécies viventes;
- Gênero Cevallia → 1 espécie vivente;
- Gênero Eucnide → 14 espécies viventes;
- Gênero Fuertesia → 1 espécie vivente;
- Gênero Grausa → 5 espécies viventes;
- Gênero Gronovia → 2 espécies viventes;
- Gênero Huidobria → 2 espécies viventes;
- Gênero Kissenia → 2 espécies viventes;
- Gênero Klaprothia → 2 espécies viventes;
- Gênero Loasa → 23 espécies viventes;
- Gênero Mentzelia → 96 espécies viventes;
- Gênero Nasa → 97 espécies viventes;
- Gênero Petalonyx → 5 espécies viventes;
- Gênero Pinnasa → 4 espécies viventes;
- Gênero Plakothira → 3 espécies viventes;
- Gênero Presliophytum → 5 espécies viventes;
- Gênero Schismocarpus → 2 espécies viventes;
- Gênero Scyphanthus → 1 espécie vivente;
- Gênero Xylopodia → 1 espécie vivente;

## Morfologia
Elas se caracterizam por serem plantas anuais ou perenes, eretas, prostradas ou volúveis, sendo raramente arbustos ou pequenas árvores. Atingem de 5 cm até 10 m e possuem diversos tipos de tricomas, até mesmo em uma mesma planta, que são na maioria das vezes urticantes e responsáveis por causarem acidentes muito dolorosos.
Possuem seu caule com o interior esbranquiçado e que raramente é sólido, sendo que este pode ser circular, retangular ou estriado e geralmente apresenta lenticelas e/ou tubérculos. Seu indumento (cobertura de toda planta), como dito anteriormente, apresenta diversos tipos de tricomas urticantes, e alguns grupos costumam apresentar estruturas subterrâneas que acumulam água, como xilopódios ou rizomas.
Suas raízes são fibrosas e apresentam uma grande variação quanto à estruturação, sendo que a raiz primária pode ser dominante ou desaparecer. Além disso podem ou não existir raízes adventícias nas plantas maduras e as raízes primárias e/ou secundárias quando presentes podem ser tuberosas, ou seja, servir como reserva de substâncias como amido.

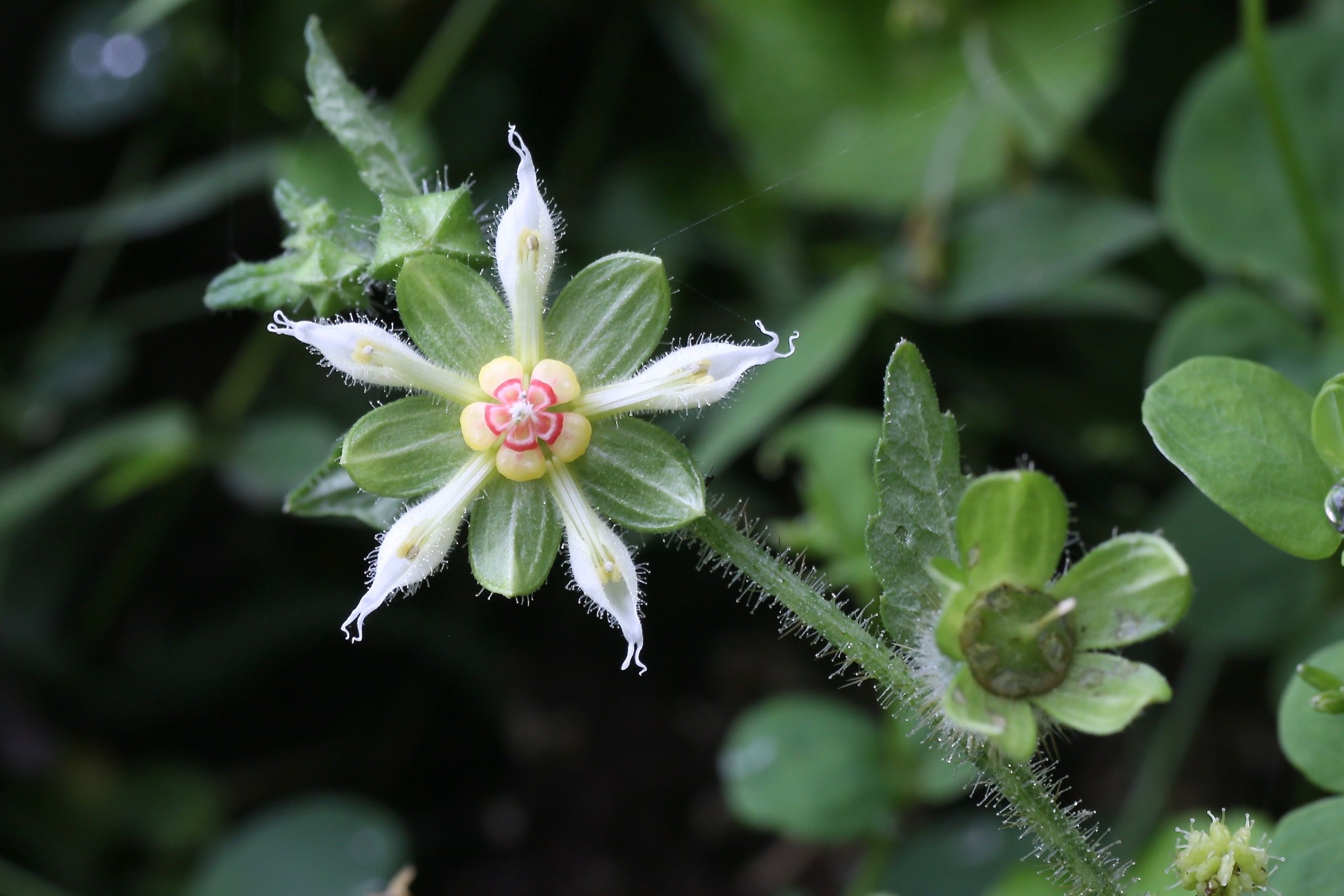
Flor de Nasa triphylla

Outra estrutura que varia muito nesta família de angiospermas são as folhas, que podem ser opostas e/ou alternadas, pecioladas ou sésseis, e estipuladas ou pseudo-estipuladas. Sua lâmina pode ser linear, ovalada ou circular, variando desde membranácea até coriácea e medindo de 2 a 50 cm de comprimento.
Suas flores são de maneira geral perfeitas (não faltam estruturas), protandrias (órgão reprodutor masculino matura antes do feminino) e actinomorfas (que possuem simetria radial). Suas pétalas variam muito, podendo ser eretas, espalhadas ou refletidas, lineares, espatuladas, ovaladas ou circulares, e planas ou profundas, quase na forma de um barco. Além disso, suas margens podem ser inteiras, irregularmente serrilhadas ou lacinadas.

## Relações filogenéticas da família
A família Loasaceae está enquadrada dentro das embriófitas, grupo composto por plantas terrestres, sendo traqueófitas por possuírem tecidos xilemáticos e floemáticos para condução, espermatófitas por possuírem sementes e produzirem madeira, e dentro das angiospermas por apresentarem flores.
É um grupo muito confuso e pouco estudado, cuja última grande revisão data de 1900 por Urban & Gilg. Por conta disso, ainda existe um grande acúmulo de espécimes em herbários e pouca bibliografia acerca desta família de angiospermas. Porém, recentemente estão surgindo cada vez mais estudos, principalmente na região norte da América do Sul, que vem descobrindo novos gêneros e espécies.
Consequentemente, as relações filogenéticas entre os gêneros desta família ainda é bagunçada e pouco conhecida, sendo que até o dado momento a relação mais bem estruturada é a que segue abaixo, feita por Weigend e referente somente a subfamília Loasoideae:

## Distribuição no Brasil
No Brasil podem ser encontrados 5 gêneros de Loasaceae, com um total de 16 espécies viventes. Sendo que, 6 espécies encontram-se no estado do Rio Grande do Sul, 6 na Bahia, 5 em Minas Gerais, 4 em Santa Catarina, 4 em São Paulo, 3 no Ceará, 3 no Rio de Janeiro, 2 na Paraíba, 2 no Paraná, 2 em Pernambuco, 2 no Rio Grande do Norte, 2 em Sergipe, 1 no Amazonas, 1 em Goiás, 1 no Mato Grosso do Sul, 1 no Espírito Santo, 1 em Alagoas e 1 no Pará.
Tal distribuição pode ser vista da seguinte forma:

## Lista de espécies brasileiras
O Brasil apresenta as seguintes espécies da família Loasaceae:
- Aosa gilgiana (Urb.) Weigend;
- Aosa parviflora (DC.) Weigend;
- Aosa rostrata (Urb.) Weigend;
- Aosa rupestris (Gardner) Weigend;
- Aosa sigmoidea Weigend;
- Aosa uleana (Urb. & Gilg) Weigend;
- Blumenbachia amana T. Henning & Weigend;
- Blumenbachia catharinensis Urb. & Gilg;
- Blumenbachia eichleri Urban;
- Blumenbachia exalata Weigend;
- Blumenbachia insignis Schrad;
- Blumenbachia latifolia Cambess;
- Caiophora arechavaletae (Urb.) Urban;
- Caiophora scabra (Miers) Urban;
- Klaprothia mentzelioides Kunth;
- Mentzelia aspera L.